# Sun Taifeng
Sun Taifeng (chinesisch 孫太鳳, Pinyin Sūn Tàifèng; * 26. August 1982) ist eine ehemalige chinesische Leichtathletin, die sich auf den Diskuswurf spezialisiert hat.

## Sportliche Laufbahn
Erste internationale Erfahrungen sammelte Sun Taifeng im Jahr 2005, als sie bei den Asienmeisterschaften im südkoreanischen Incheon mit einer Weite von 59,09 m die Silbermedaille hinter ihrer Landsfrau Song Aimin gewann. 2007 belegte sie bei den Weltmeisterschaften in Osaka mit 63,22 m im Finale den vierten Platz und 2011 siegte sie bei den Asienmeisterschaften in Kōbe mit einem Wurf auf 60,89 m. 2014 beendete sie in Chengdu im Alter von 31 Jahren ihre aktive Karriere als Leichtathletin.
In den Jahren 2005 und 2007 wurde Sun chinesische Meisterin im Diskuswurf.